# ابن مهند
أبو المطرف عبد الرحمن بن محمد بن عبد الكبير بن مهند اللخمي، اشتهر بالطب والفلاحة، ولد سنة 389 هـ وتوفي سنة 467 هـ.

## سيرته
هو أبو المطرف عبد الرحمن بن محمد بن عبد الكبير بن مهنّد اللخمي، طبيب، صيدلي، عالم بالفلاحة، ومن أهل طليطلة بالأندلس، ولد سنة 389 هـ وتعلّم بقرطبة. ذكر ابن الأبار أنه تولّى غرس جنّة المأمون بن ذي النون بطليطلة، وكانت من الجنائن المشهورة، ترك عدة تأليف، منها (الأدوية المفردة)، وكانت وفاته سنة 467 هـ.

## المصدر
- موقع عالم النور